# Champagne Supernova
Champagne Supernova is een single van Oasis. Het is afkomstig van hun album (What's the Story) Morning Glory?.
Het lied is geschreven door groepslid Noel Gallagher, die altijd enigszins onduidelijk bleef over waar het lied over gaat. 'Someday you will find me/ Caught beneath a landslide/ In a Champagne Supernova in the sky' kon hijzelf niet geheel (meer) plaatsen. Algemene teneur was de vergankelijkheid van jeugd en jeugdhelden. Voor hemzelf waren dat bijvoorbeeld de punkbeweging en Manchesterscene - bewegingen die de (muziek)wereld zouden veranderen, maar daar eigenlijk onopvallend in opgenomen werden. In 2009 lichtte hij nog toe dat hij het vreemd vond dat tijdens de concerten bijna iedereen de onbegrijpelijke teksten meezong. Hij ging er daarbij van uit dat iedereen wel wat in die teksten zag, maar waarschijnlijk zag ook iedereen wat anders in de tekst.
De single werd niet wereldwijd uitgebracht, maar kreeg voornamelijk de aandacht vanwege de videoclip die wel overal te zien was. Het nummer werd ook een item tijdens concerten. Het nummer werd steevast afgesloten met een lange gitaarsolo. Broer Liam Gallagher was daar niet altijd van gediend. Tijdens een optreden voor de 1996 MTV Video Music Awards werd hij zo kwaad dat hij obscene gebaren naar Noel maakte. Het nummer kwam een aantal keren voor op live- en verzamelalbums. Het nummer werd een aantal keren gecoverd, onder meer door Hootie & the Blowfish, Snow Patrol, Green Day en The Killers.

## Hitnotering
De single werd niet uitgebracht in Nederland en België, dus kende het geen vermelding in de Nederlandse Top 40, Nederlandse Single Top 100, Belgische BRT Top 30 en Vlaamse Ultratop 30. Hoewel het ook in de Verenigde Staten geen hit werd in de Billboard Hot 100, haalde het wel de eerste plaats in de Billboard Modern Rock Tracks. Hetzelfde gold voor Canada: geen hoge notering in de hitparade, maar wel een eerste plaats in de Alternative 30.

### NPO Radio 2 Top 2000
| Nummer met noteringen in de NPO Radio 2 Top 2000 | '15  | '16 | '17 | '18 | '19 | '20 | '21 | '22 | '23 | '24 |
| ------------------------------------------------ | ---- | --- | --- | --- | --- | --- | --- | --- | --- | --- |
| Champagne Supernova                              | 1828 | 748 | 596 | 656 | 673 | 637 | 613 | 539 | 567 | 437 |

1. ↑  Een vetgedrukt getal geeft de hoogste notering aan.
2. ↑  2015 was het eerste jaar met een notering voor dit nummer.